# Ložnica (gmina Velenje)
Ložnica – wieś w Słowenii, w gminie miejskiej Velenje. W 2018 roku liczyła 191 mieszkańców. 